# Martien Parmentier
Martinus Franciscus Georgius Parmentier (* 7. Mai 1947 in Leiden; † 1. März 2021) war ein niederländischer altkatholischer Theologe.

## Leben
Von 1974 bis 1976 war er Kaplan von St. Peter’s Wolvercote, einer anglikanischen Kirche in Oxford. Von 1978 bis 1982 war er altkatholischer Pfarrer zu Haarlem. Von 1983 bis 1991 war er wissenschaftlicher Mitarbeiter für Alte Kirchengeschichte, Patristik und Dogmengeschichte an der Katholischen Theologischen Hochschule zu Amsterdam. Von 1992 bis 2000 war er universitärer Dozent für Kirche- und Dogmengeschichte der Frühmittelalterlichen Theologie und ihre Quellen an der Katholischen Theologischen Universität zu Utrecht. Von 1992 bis 2000 war er außerordentlicher Professor in der Theologie der Charismatischen Erneuerung an der Vrije Universiteit Amsterdam. Von 2000 bis 2010 war er Ordinarius für Systematische Theologie in Bern.

## Schriften (Auswahl)
- Geschiedenis van (oud-)katholiek Hilversum 1589–1889. Hilversum 1989, ISBN 90-6550-325-0.
- Heil maakt heel. De bediening tot genezing. Zoetermeer 1997, ISBN 90-211-3661-9.
- mit Robert A. Kitchen (Hg.): The book of steps. The Syriac Liber Graduum. Kalamazoo 2004, ISBN 0-87907-696-8.